# Záblesk budoucnosti
Záblesk budoucnosti (též Vzpomínka na budoucnost, v anglickém originále FlashForward) je americký sci-fi seriál, který volně vychází z novely Roberta J. Sawyera Flashforward (1999).
Byl poprvé odvysílán 24. září 2009 na ABC. 3. prosince 2009 ABC přerušila vysílání seriálu do 4. března 2010 s vysvětlením, že to umožní odvysílat zbylých 14 dílů vcelku a také pro to, aby pořad nebyl souběžně vysílán se Zimními olympijskými hrami 2010.
V Česku byl premiérově vysílán na AXN od 16. listopadu 2009.

## Děj
Záhadná událost způsobí téměř každému na planetě ztrátu vědomí po dobu 127 sekund, během kterých lidé vidí vizi svého života za šest měsíců - globální vzpomínka na budoucnost. Tým losangeleských agentů FBI začínají vyšetřovat, co se stalo, proč se to stalo a zda se to stane znovu. Jeden z agentů, Mark Benford, přijde s unikátním postupem pátrání: ve své vizi viděl výsledky šestiměsíčního vyšetřování této události, které on a jeho tým využívají k znovuvytvoření tohoto vyšetřování.
Tým prošetřuje mnoho událostí spojených se vzpomínkami na budoucnost, jakými jsou třeba „Podezřelý číslo 0“, který během události neztratil vědomí, zatím neznámý „D. Gibbons“ a stejná masová ztráta vědomí v Somálsku roku 1991. Vize však zasahují i do osobního života. Mark Benford viděl svůj návrat k alkoholismu, jeho žena se viděla s jiným mužem. Ale i další postavy zápasí se stejnými nečekanými či překvapivými odkrytími své budoucnosti.

## Obsazení
| Joseph Fiennes    | zvláštní agent FBI Mark Benford       |
| John Cho          | zvláštní agent FBI Demetri Fordis Noh |
| Jack Davenport    | Dr. Lloyd Simcoe                      |
| Zachary Knighton  | Dr. Bryce Varley                      |
| Peyton List       | Nicole Kirby                          |
| Dominic Monaghan  | Dr. Simon Campos                      |
| Brían F. O'Byrne  | Aaron Stark                           |
| Courtney B. Vance | zástupce ředitele FBI Stanford Wedeck |
| Sonya Walger      | Dr. Olivia Benford                    |
| Christine Woods   | zvláštní agent FBI Janis Hawk         |
| Genevieve Cortese | Tracy Stark                           |